# Maud Arncliffe Sennett
Maud Arncliffe Sennett o Alice Maud Mary Sparagnapane, conocida con el nombre artístico de Mary Kingsley (4 de febrero de 1862 - 15 de septiembre de 1936), fue una actriz y sufragista de Reino Unido, arrestada cuatro veces por su activismo.

## Biografía
Sennett nació en Londres en una familia que tenía un negocio de galletas de Navidad y confitería. Su madre era Aurelia Williams y su padre Gaudente Sparagnapane. Sennet se convirtió en actriz tomando el nombre de Mary Kingsley, y su interpretación como Lady Macbeth fue muy elogiada por la prensa, así como su interpretación como Juana de Arco en la conmemoración de Shakespeare de 1889, que resultó con la pintura un retrato de ella en el personaje y se colgara en el Shakespeare Birthplace Trust Stratford-upon-Avon, Warwickshire. Su carrera como actriz incluyó giras por la Gran Bretaña continental y también pasó un año en Australia. Su confianza al hablar en público sería una habilidad que volvería a usar más tarde.

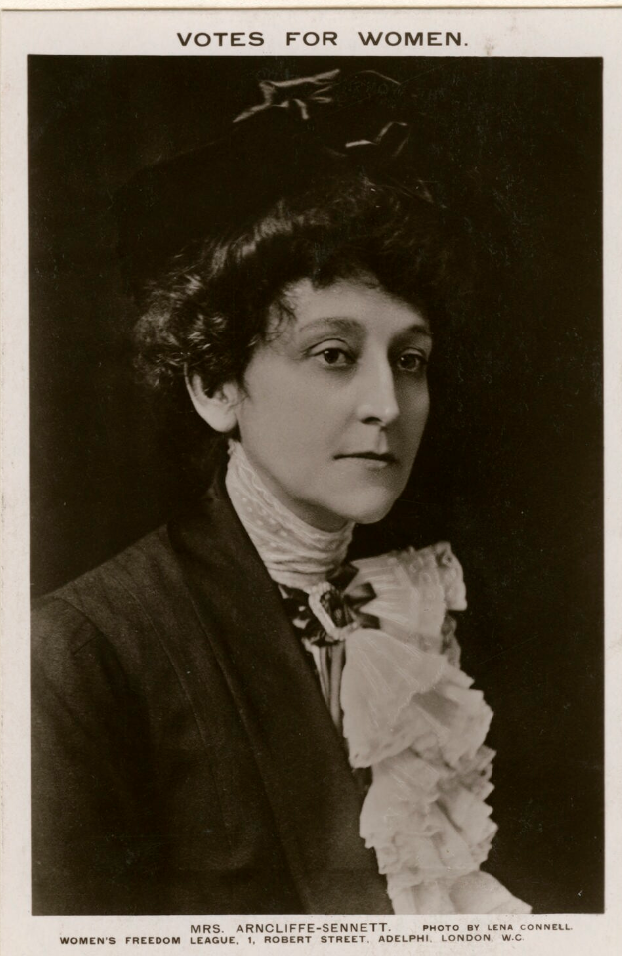
Maud Arncliffe Sennett c.1908

Maud se casó en 1898 y ella y su marido, Henry Robert Arncliffe Sennett, se hicieron cargo del negocio familiar. El marido de Sennett también era actor, en papeles secundarios del director Herbert Beerbohm Tree y otros.
En 1906, Sennett leyó un artículo de Millicent Fawcett y esto la influyó a unirse a la Fawcett Society, que ayudó a organizar la  «mud march» de febrero de 1907, y su compañía proporcionó 7.000 rosetas rojas y blancas. Sennett se unió a otras sociedades de sufragio femenino y formó parte de los comités ejecutivos de la Women's Freedom League, la Liga Sufragista de Actrices (AFL) y la rama de la Unión Social y Política de las Mujeres (WSPU) en Hampstead.
Sennett organizó eventos para la causa y escribió a la prensa que su opinión y su deseo de no condenar la militancia en la campaña por el derecho al voto de las mujeres debe ser publicada tan prominentemente como una carta sobre un debate de la líder sufragista Millicent Fawcett. También escribió corrigiendo un informe de prensa sobre un incidente en el que había hablado en una reunión en Leamington contra la Presidenta de la Liga Anti-Sufrimiento Lady Jersey. 

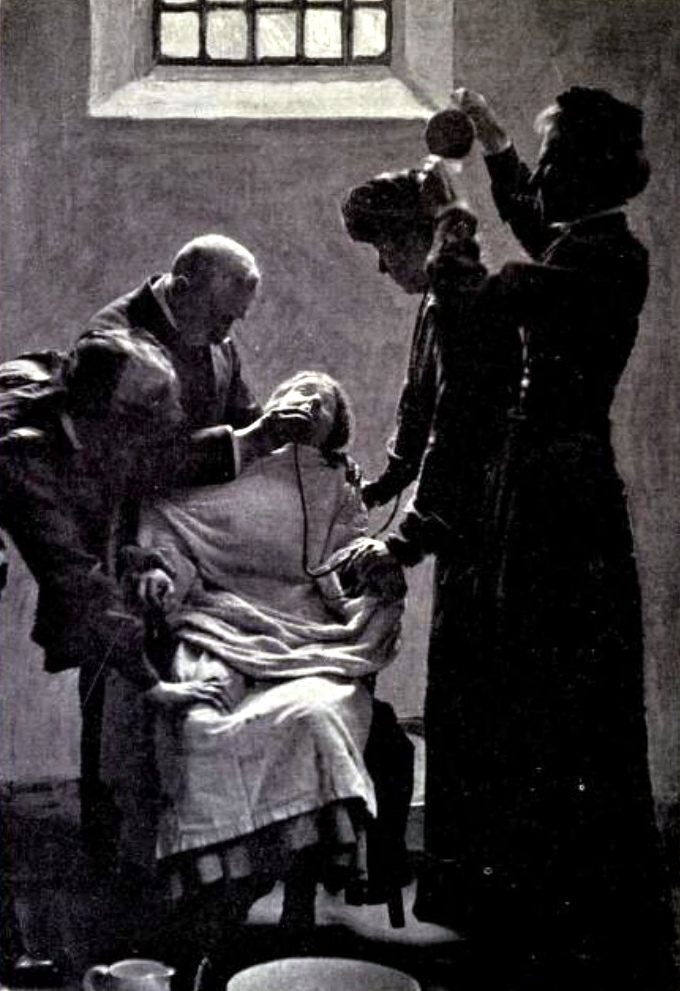
Alimentación forzada de las sufragistas

Sennett condenó enérgicamente la alimentación forzada de las sufragistas en huelga de hambre, incluyendo a Ada Wright, y escribió en el Daily Herald que era:

...tan repugnante como para hacer que uno se avergüence de su nacionalidad. Degradar tanto los cuerpos de las mujeres británicas, como se sigue haciendo bajo el dominio británico, es hacer que el nombre de británico (sic) "apeste en las narices de la humanidad". La maravilla es que Gran Bretaña lo soporta!

Sennett también escribió en 1910, «Soy una empleada de trabajo masculino, y los hombres que se ganan la vida con el poder de mi pobre cerebro, los hombres cuyos hijos pago para educar, cuyos miembros del Parlamento pago, y a cuyas pensiones de vejez contribuyo - a estos se les permite un voto, mientras que yo estoy sin voto».
Su hermana, Florence de Fonblanque decidió que era una buena idea montar una marcha de Edimburgo a Londres. Seis mujeres se pusieron en marcha pero mientras viajaban de Escocia a Londres reunieron a otras y un gran interés de los medios de comunicación. Sennett ayudó a la marcha organizando una recepción para sus compañeros y los demás manifestantes cuando llegaron. En 1910, Sennet dirigió una delegación en Downing Street para dirigirse a Asquith & Lloyd-George, lo que dio lugar a los incidentes del Black Friday ("Viernes Negro") de violencia policial contra las mujeres manifestantes. Y en 1911, rompió las ventanas de las oficinas del Daily Mail por no informar sobre un mitin de la WSPU, su encarcelamiento fue de unos pocos días —el editor del periódico pagó su multa—.
En 1913 se dio cuenta de que tanto los hombres como las mujeres podían tener interés en conseguir el voto de las mujeres después de conocer a un hombre de negocios escocés llamado Alexander Orr. Fundó la Liga de Hombres del Norte para el Sufragio Femenino (NMLFWS), después de la muerte de Emily Davison. Había asistido a su funeral en nombre de la Liga Sufragista de Actrices y decidió tomar el mismo tren que el ataúd de Emily. Al ir al norte conoció a Orr y se dieron cuenta de que la simpatía del público llevaría a muchos hombres con cierta influencia a unirse a una organización de sufragio. Ella estaba en el centro de la organización y llamó a los miembros «sus hijos» y tenía la intención de usar su influencia para hacer una petición al Primer Ministro. Un verso fue escrito por el artista John Wilson McLaren:
Venimos del norte, y el brezo está en llamas,
Luchar por las mujeres, nuestro único deseo;
Por fin nos han despertado a través de la traición mostrada
Por los bribones de Westminster, los bribones que repudiamos!.
Sin embargo, el Primer Ministro se negó a verlos.
Sennett y la Women's Freedom League entraron en conflicto con Emmeline y Christabel Pankhurst cuando comenzó la Primera Guerra Mundial. Emmeline y Christabel negociaron con el gobierno y acordaron detener todas las actividades políticas y organizar una manifestación pro-guerra. A cambio se les dio la libertad de todos los prisioneros y 2.000 libras para gastos. A todos los prisioneros liberados se les dijo que su nuevo papel era trabajar por el esfuerzo de la guerra. Sennett se opuso a este enfoque y dio dinero a Sylvia Pankhurst que tomó una línea similar. Sennett se convirtió en vicepresidente de los United Suffragists establecidos por Pethick-Lawrences en 1914.
El apoyo de Sennett fue fuerte y centrado. Pasó mucho tiempo en Londres y decidió renunciar en 1916 como presidente del NMLFWS pero los miembros no lo aceptaron. Fue persuadida para permanecer en el cargo. La organización continuó hasta 1919. Una vez que (ciertas) mujeres lograron el voto en 1918 bajo la Representation of the People Act 1918, se le ofreció a Sennett un asiento seguro en Edimburgo como miembro del Parlamento (Reino Unido). Se negó, pero fue la primera mujer en Gran Bretaña a la que se le pidió que se presentara al Parlamento.
Más tarde, Sennett estuvo muy activa en la causa de los derechos de los animales, fundando y dirigiendo la Sociedad Anti-Vivisección de Midhurst y Haslemere. También había guardado un álbum de recuerdos de sufragio que donó a la British Library.
Sennett murió en Midhurst, Sussex, de tuberculosis en 1936. Su esposo arregló que su autobiografía The Child se publicara póstumamente en 1938. Cuando su hermana, Florence, murió en 1949, ella había grabado en su lápida, como se le había pedido, "Originator and leader of the women's suffrage march from Edinburgh to London 1912".

## Obras
- Manifesto on Venereal Disease (1916)
- The Child (1938)